# Bornholm (Schiff, 1748)
Die Bornholm war ein 40-Kanonen-Kriegsschiff der dänisch-norwegischen Marine, das von 1748 bis 1773 in Dienst stand.

## Geschichte
Das allgemein als Fregatte angesprochene Schiff wurde durch den Schiffbaumeister A. Turesen ab 1747 auf der Marinewerft in Gammelholm (Kopenhagen) gebaut, wo es am 18. Oktober 1748 vom Stapel lief. Die Bornholm versah zumeist Wachdienst im Øresund und in anderen dänischen Gewässern, segelte mit der Flotte bei deren Sommermanövern und wurde 1773 ausgemustert und abgebrochen.

## Technische Beschreibung
Die Bornholm war als Batterieschiff mit zwei durchgehenden Geschützdecks konzipiert und hatte eine Länge von 40,88 Metern (Geschützdeck), eine Breite von 10,68 Metern und einen Tiefgang von 4,71 Metern. Sie war ein Rahsegler mit drei Masten (Fockmast, Großmast und Kreuzmast).
Die Bewaffnung bestand aus 40 Kanonen.
|        | Unteres Batteriedeck | Oberes Batteriedeck | Achterdeck | Kanonen (Geschossgewicht) |
| ------ | -------------------- | ------------------- | ---------- | ------------------------- |
| Design | 20 × 18-Pfünder      | 20 × 8-Pfünder      | –          | 40 Kanonen (129,95 kg)    |

## Besatzung
Die Besatzung hatte eine Stärke von 332 Mann.

## Bemerkungen
1. ↑  Bei diesem Schiff handelt es sich um einen relativ großen Zweidecker (mit zwei Geschützdecks). Es ist daher keine Fregatte im neueren Sinne des ab Mitte des 18. Jahrhunderts eingeführten Typs leichterer, sehr seetüchtiger Kriegsschiffe mit nur einem Geschützdeck (siehe britische Lyme-Klasse).

## Ähnliche Klassen
- Argonaute-Klasse – Klasse von französischen 46-Kanonen-Zweideckern
- Roebuck-Klasse – Klasse von britischen 44-Kanonen-Zweideckern